# Beats Per Minute Tour
'Beats Per Minute Tour' es la segunda gira del dúo británico Erasure que duró desde el 1 de octubre al 17 de diciembre de 1986. Esta gira presenta a su primer disco Wonderland.

## Banda
- Andy Bell (cantante)
- Vince Clarke (Tecladista)
- Derek Ian (Corista)
- Jim Burkman (Corista)

## Temas interpretados
1. Pistol (Clarke/Bell)
2. Senseless (Clarke/Bell)
3. Heavenly Action (Clarke/Bell)
4. Reunion (Clarke/Bell)
5. Who Needs Love (Like That) (Vince Clarke)
6. Cry So Easy (Clarke/Bell)
7. My Heart... So Blue (Vince Clarke)
8. March on Down the Line (Clarke/Bell)
9. Say What (Clarke/Bell)
10. Love is a Loser (Clarke/Bell)
11. Diamond are a Girl's Best Friend (cover del tema de la película del mismo nombre)
12. Sexuality (canción del álbum The Circus) (Clarke/Bell)
13. Oh L'Amour (Clarke/Bell)
14. Don't Say No (Clarke/Bell)
15. Push Me Shove Me (Vince Clarke)
16. Gimme! Gimme! Gimme! (A Man After Midnight) (Benny Andersson/Björn Ulvaeus)
17. Sometimes (Clarke/Bell)